# Lluís Uró i Servitja

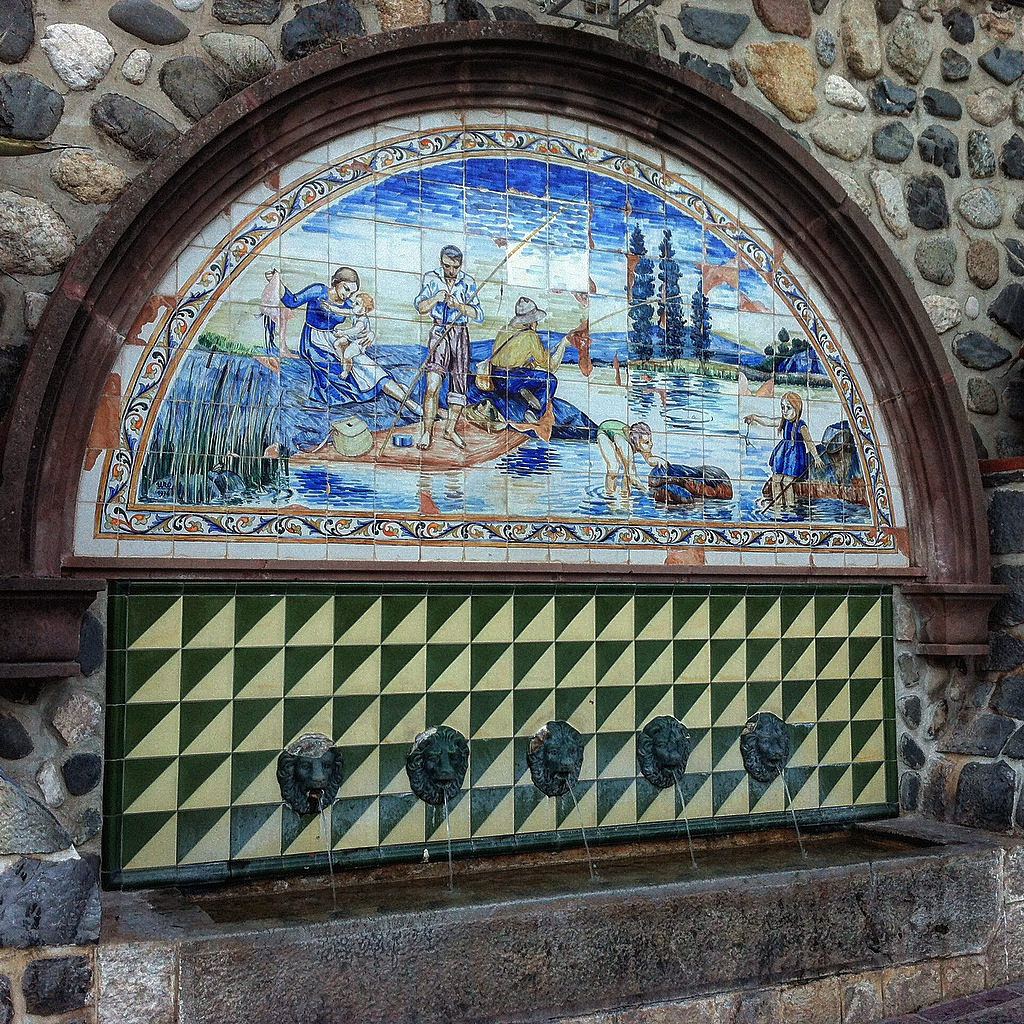
Font realitzada l'any 1934 per Lluís Uró i Servitjà

Lluís Uró i Servitja (Manresa, 1903 - 1938) fou un escultor, dibuixant i pintor de ceràmiques. Malgrat la seva curta existència, va produir una obra molt abundant. Conreà la terra cuita, el guix, el retrat, l'oli, el llapis, els pirogravats acolorits en fusta, el dibuix publicitari, els plafons de ceràmica... Participà a diverses mostres col·lectives del seu temps.
Estudià amb Evarist Basiana a l'Escola d'Arts i Oficis de Manresa. Treballà a la secció de propaganda dels Magatzems Jorba i el 1935 feu un viatge a París per tal de completar la seva formació artística.
Era una persona de gran talent, intuïció i d'una capacitat de treball entusiàstica. D'entre les seves obres destaquen: "Bailaor", "Lluitadors", "Atletes", "Gran Relleu" i "Noia asseguda".